# Pastýřská stěna
Pastýřská stěna (něm. Schäferwand)  je jednou z výrazných dominant města Děčína v Ústeckém kraji na severu Čech. Jedná se o zhruba 160 metrů vysokou pískovcovcovou skálu. která se tyčí na levém břehu Labe v Děčíně IV - Podmoklech. Názvem „Pastýřská stěna“ je označována rovněž vyhlídka s restaurací na vrcholu skály, místní zoologická zahrada a zajištěná cesta (via ferrata) na skalní stěně, neoficiálně též vilová zástavba na jižním úbočí kopce.

## Historie názvu

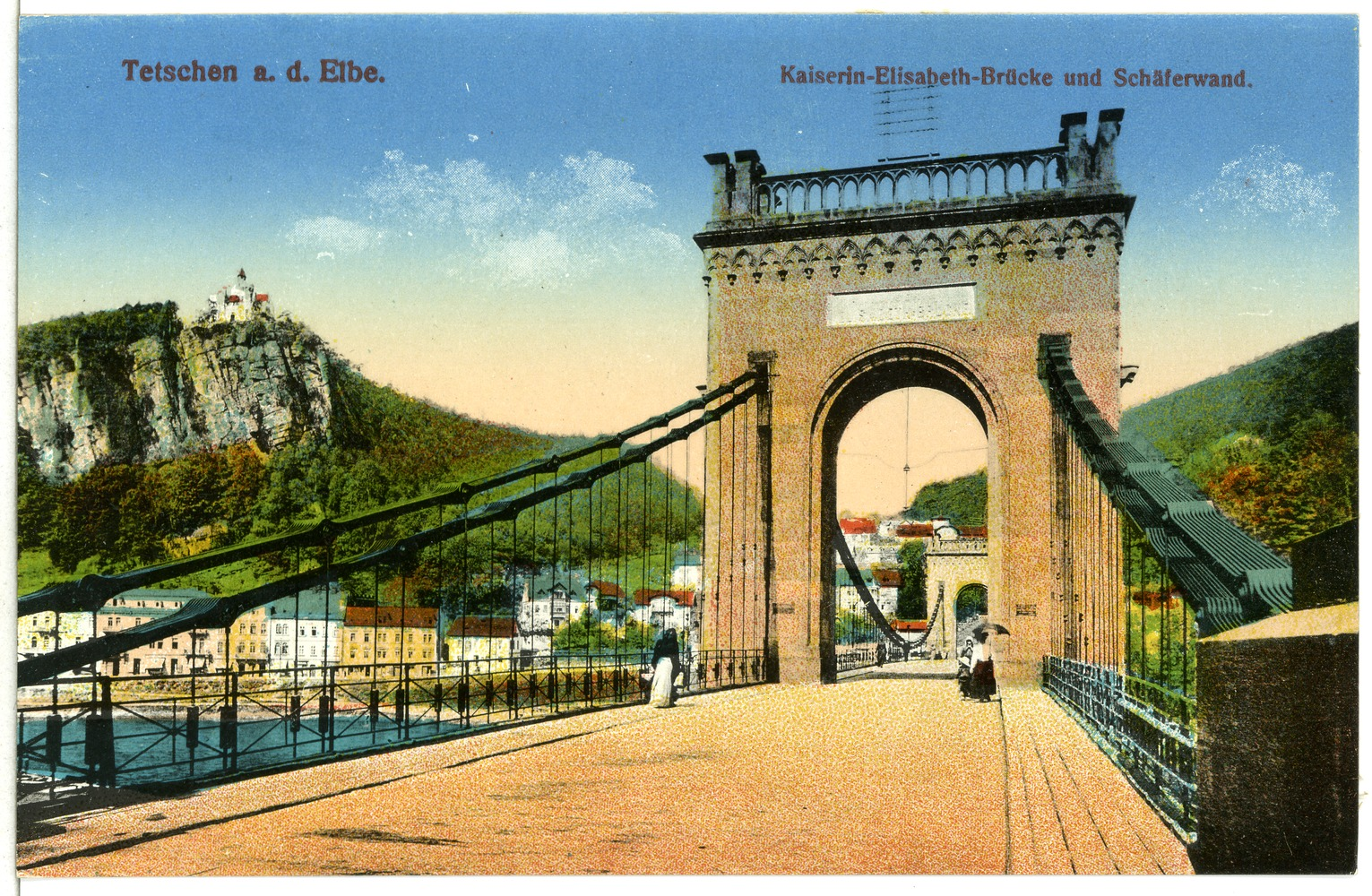
Pohled od řetězového Mostu císařovny Alžběty (pohlednice z roku 1910)

Původní německé pojmenování bylo „Schiefe Wand“ čili „šikmá stěna“, z čehož se vyvinulo pojmenování „Schieferwand“, což ale znamenalo „břidlicová stěna“. Protože se zde žádná břidlice nenachází, bylo pojmenování změněno na „Schäferwand“, doslova „ovčácká stěna“. Z této doby patrně pochází pověst o ovčákovi, který na skále naproti zámku zjevoval při bouřích . V češtině se pak vžil název „Pastýřská stěna“.

## Geomorfologie a geologie

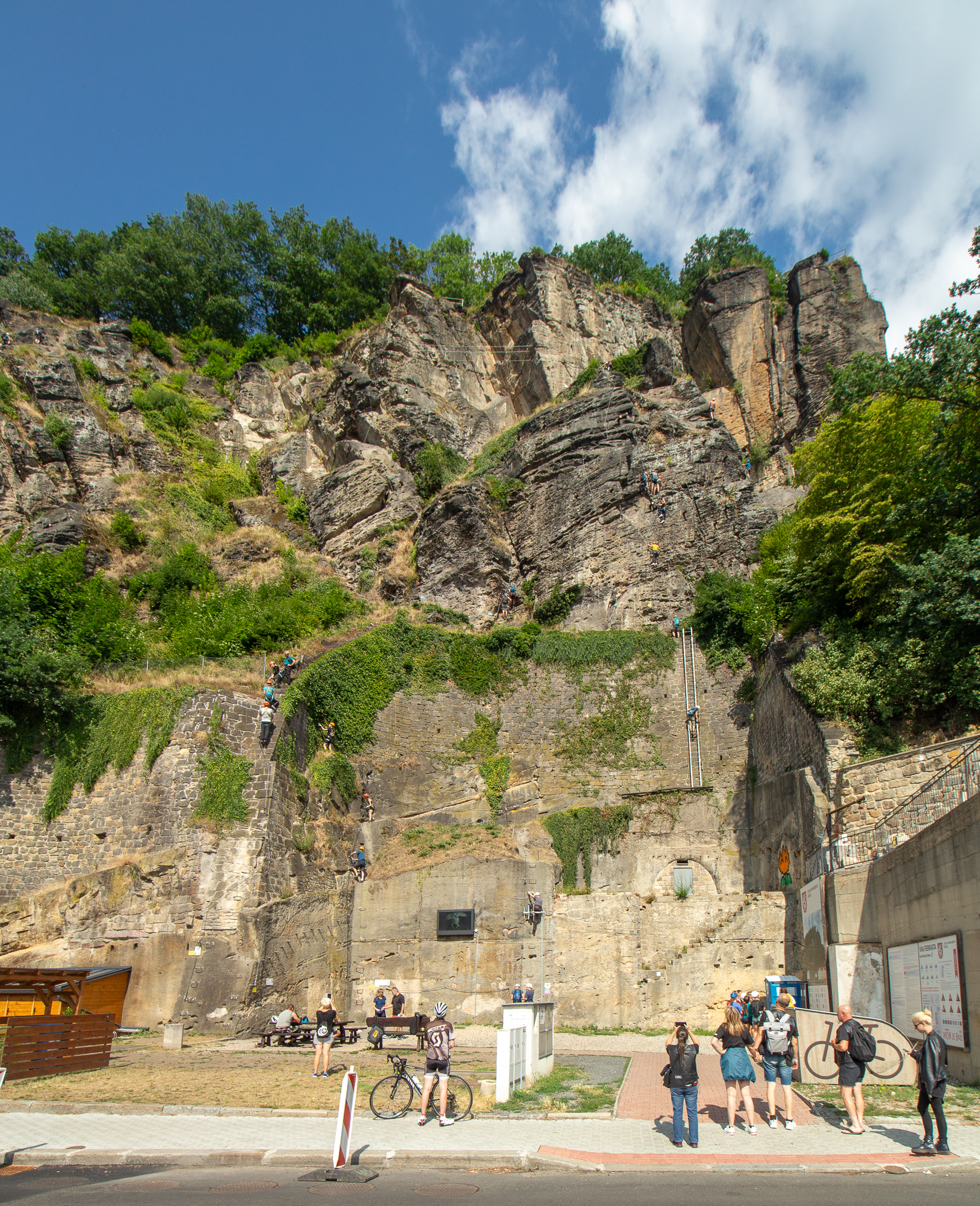
Via ferrata na Pastýřské stěně

Z geomorfologického hlediska se jedná o jednu z nejtypičtějších kuest v Čechách. Původně byla součástí tohoto útvaru také skála, na níž dnes stojí Děčínský zámek, a Labe tuto skálu obtékalo z východu. Labe však tuto skálu postupně prorazilo (ke konci poslední doby ledové ?) a obnažilo tak pískovcovou stěnu dosahující výšky cca 120 m nad hladinou Labe (z 124 na 242 m n. m.). Kopec má na délku (západ - východ) cca 1,6 km a na šířku cca 0,7 km. Sklon kuesty na východní straně je přibližně 16°. Vlastní vrchol dosahující cca 278 m n. m. není na mapách ani v terénu vyznačen a nachází se přibližně na 50°46'49.7"N, 14°11'28.3"E.
Celá Pastýřská stěna je tvořena železitým pískovcem sytě okrového zbarvení. Tento pískovec zde byl těžen zejména na dvou místech. Jednak velmi kvalitní kámen na jihovýchodním úpatí (v okolí jižního portálu tunelu). Dále pak byl těžen nepříliš kvalitní kámen s vyšším obsahem solí a písek na jihozápadním úpatí. Vzhledem k okolnímu těsnému osídlení podél větší části úbočí probíhalo odtěžování nebezpečných balvanů prakticky na celém masivu. Skrze skálu je podél Labe proražen dvojkolejný tunel o délce 279 m na železniční trati Děčín–Drážďany. Tento tunel byl zprovozněn roku 1849 a nese oficiální název „Tunel Ovčí stěna“.

## Význam a přístup
Pastýřská stěna vytváří jednu z neodmyslitelných dominant Děčína. Na jejím zalesněném návrší se nachází zoologická zahrada. Nad čelní východní stěnou byla v roce 1905 dostavěna vyhlídková restaurace v podobě malého hradu s dokonalým výhledem na Děčín (místními nazývaná „Zámeček“ nebo „Nebíčko“). 

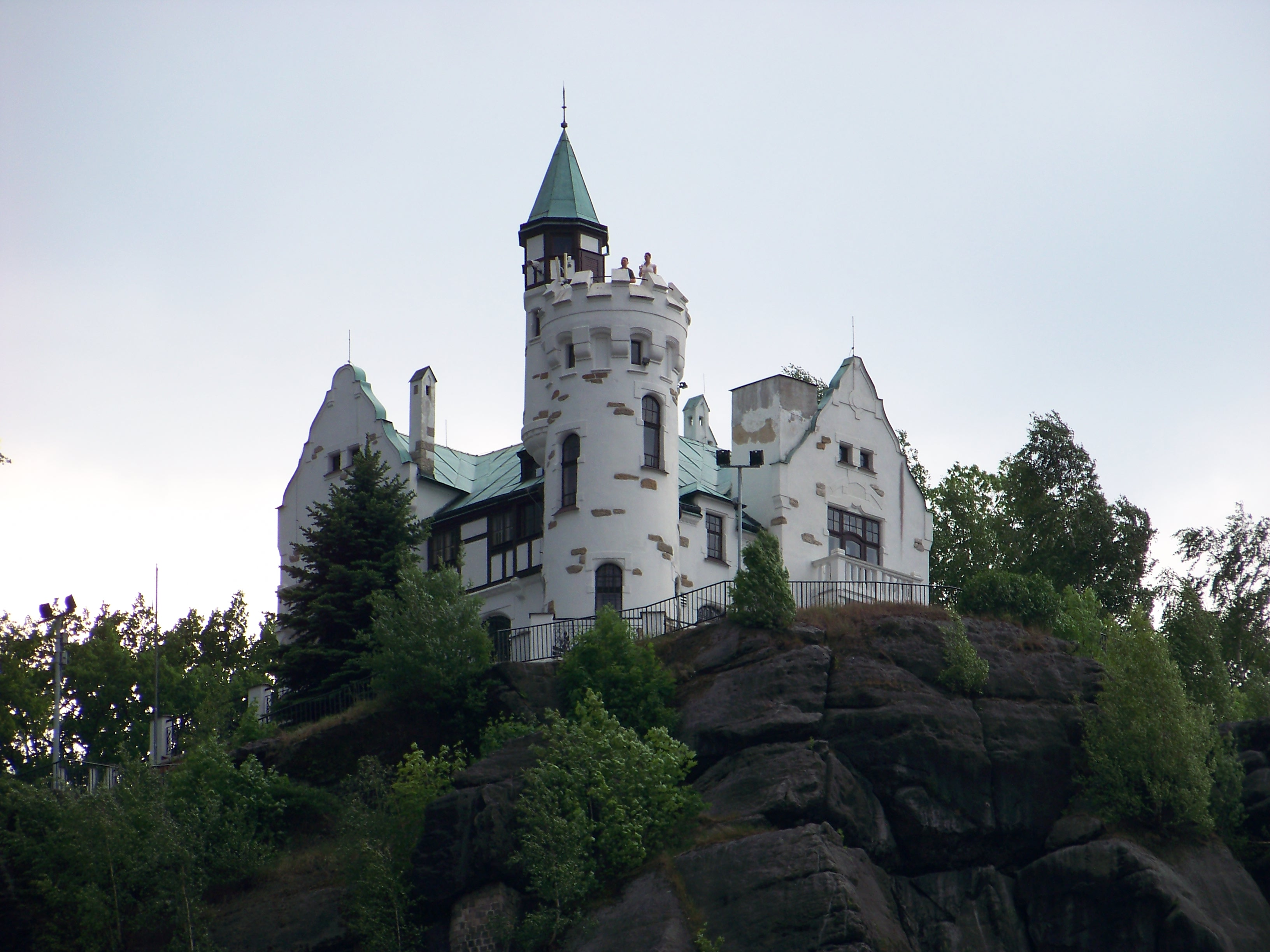
Pohled na restauraci Pastýřská stěna z Tyršova mostu

Kromě tohoto nejvýznamnějšího vyhlídkového místa se na Pastýřské stěně nachází několik dalších vyhlídek, z nichž byla v minulosti nejvýznamnější „Vyhlídka F. J. Jahna“ nad jižním portálem železničního tunelu. Na úpatí Pastýřské stěny vznikla již ve středověku osada Weiher, která ji obklopovala prakticky ze dvou třetin. Tuto osadu pohltily rozrůstající se Podmokly v 19. století. Výstavba se nevyhnula ani jižní stráni Pastýřské stěny, kterou zaplnila vilová výstavba v první polovině 20. století.
Přístup na návrší Pastýřské stěny pro vozidla je možný pouze jedinou Žižkovou ulicí z ulice Teplické. Pro pěší je několik přístupů z více stran. Některé z těchto pěšin byly zbudovány v rámci vycházkových cest pro návštěvníky lázní Svatého Josefa v Horním Žlebu. Přes celý hřeben prochází červeně značená turistická cesta pokračující kolem Terezínského rybníka, přes Písečný vrch (337 m) na Děčínský Sněžník a dále přes Tisou do Krušných hor. V letech 1983 až 1994 byl v občasném provozu výtah vedoucí uvnitř skály se vstupem na Labském nábřeží.

## Zajištěná cesta
V dubnu roku 2014 zde byla dána do provozu „via ferrata“, tj. tzv. zajištěná cesta, která umožňuje zdatnějším návštěvníkům výstup skalní stěnou pomocí fixních kovových prvků. Ferrata má převýšení 95 metrů a zájemcům je zde k dispozici celkem 16 různě obtížných výstupových cest.

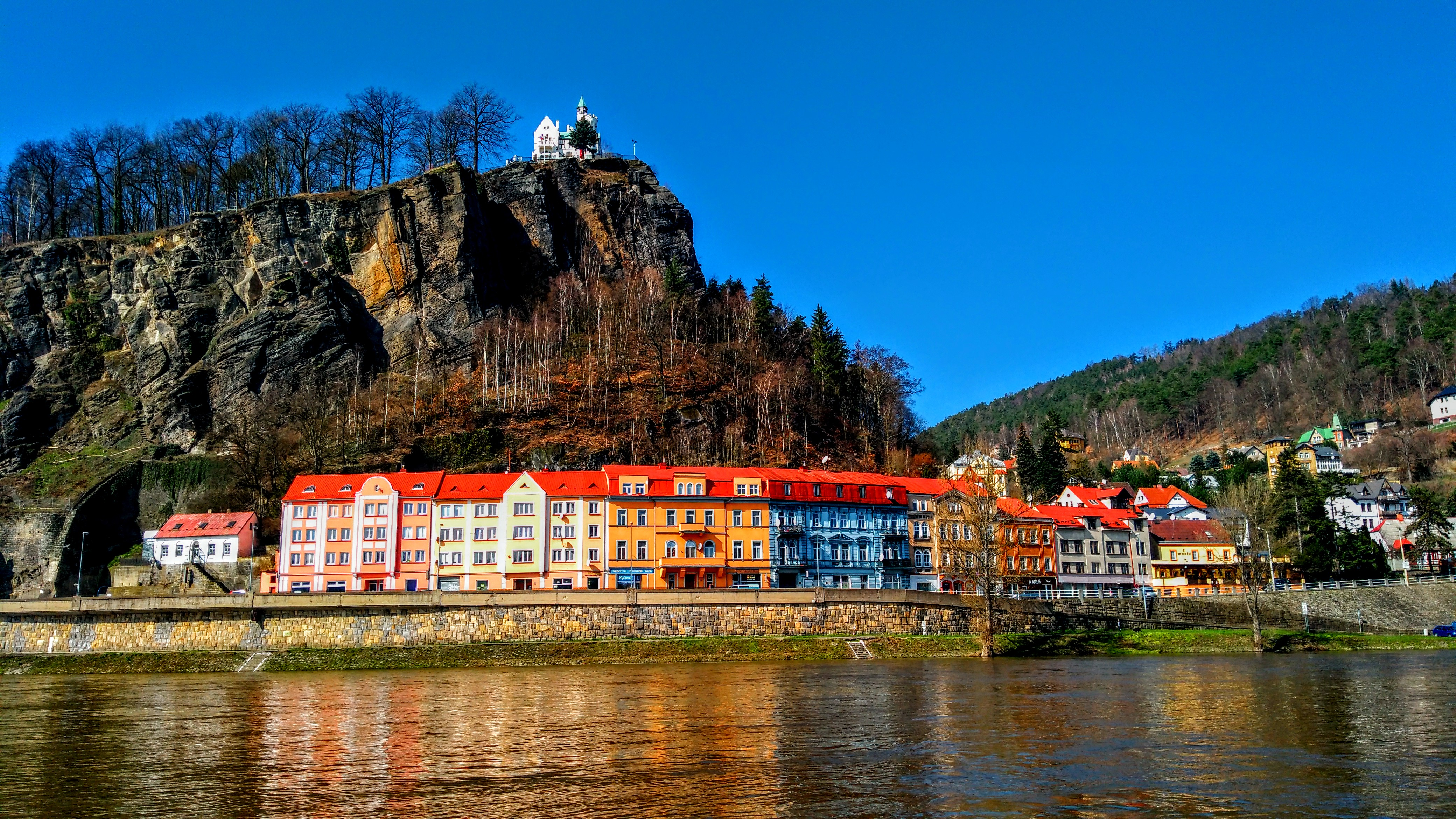
Pohled z pravého břehu.
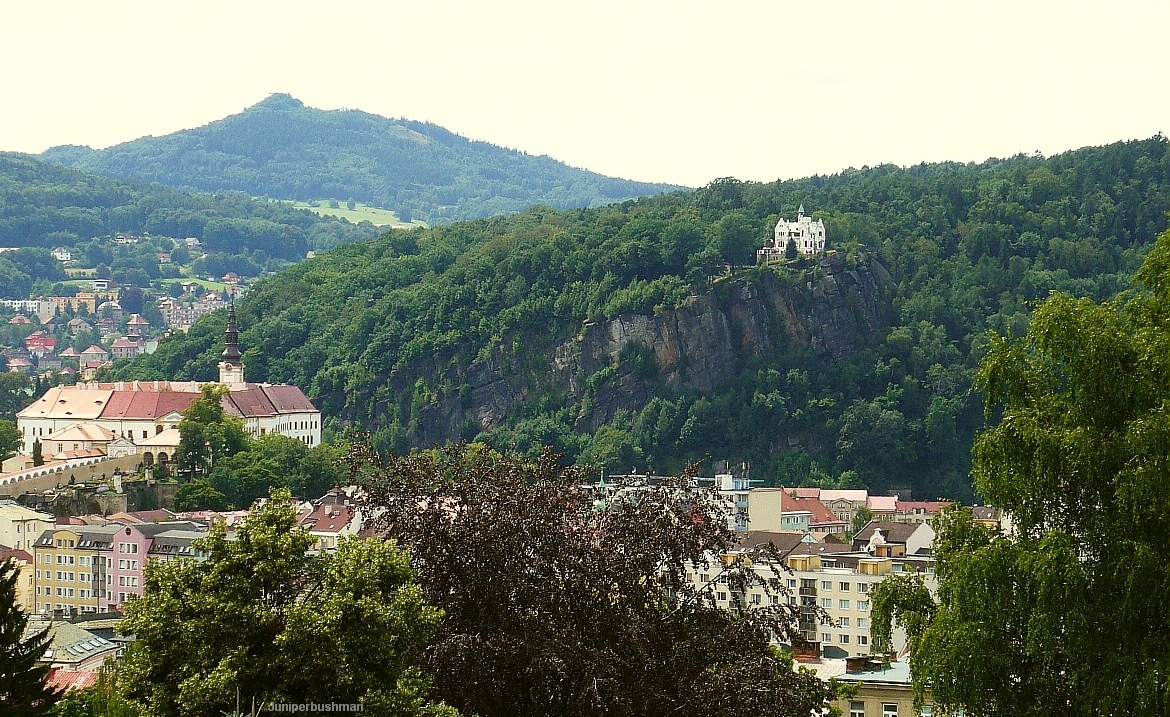
Pohled od děčínské nemocnice
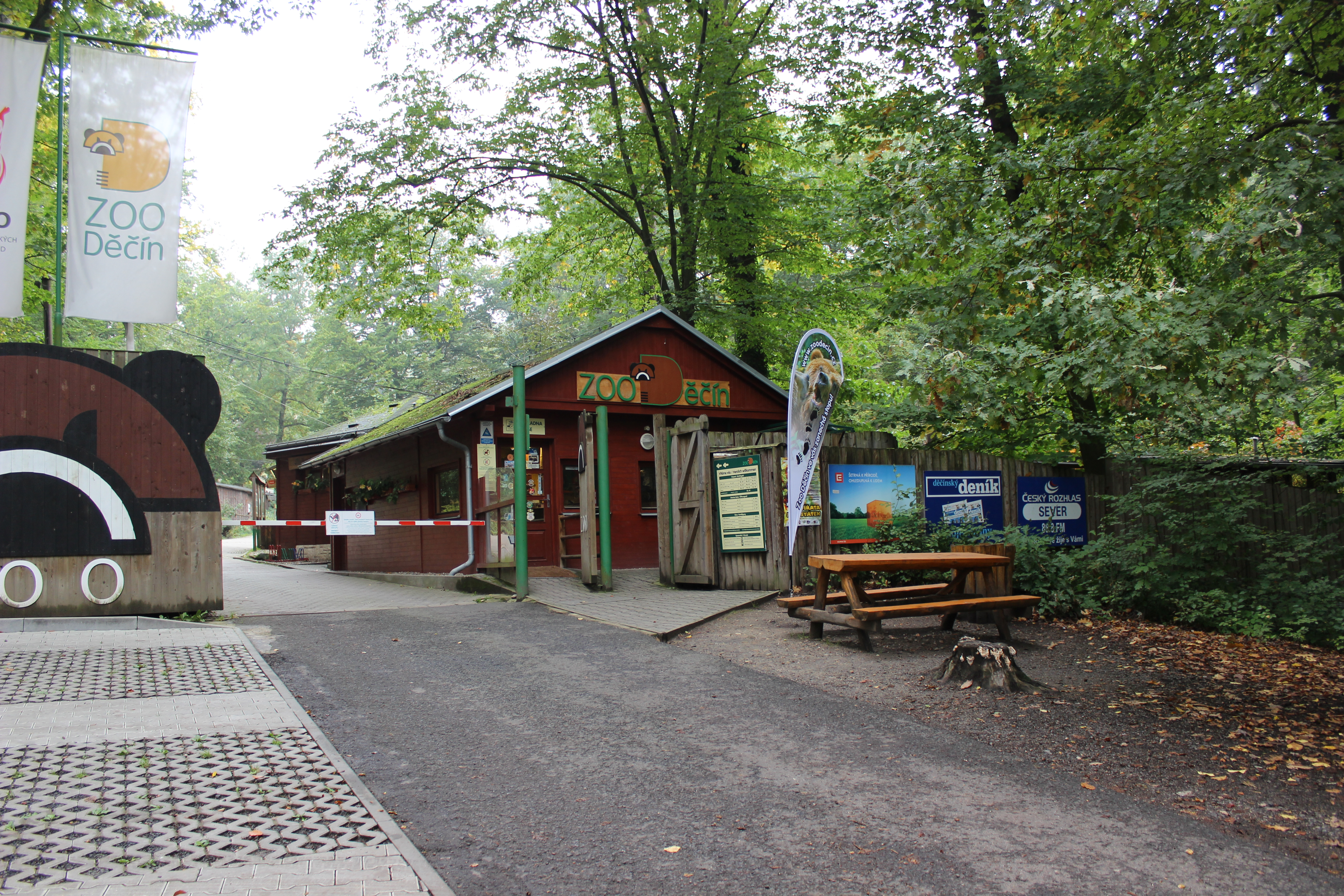
Vstup do ZOO na Pastýřské stěně
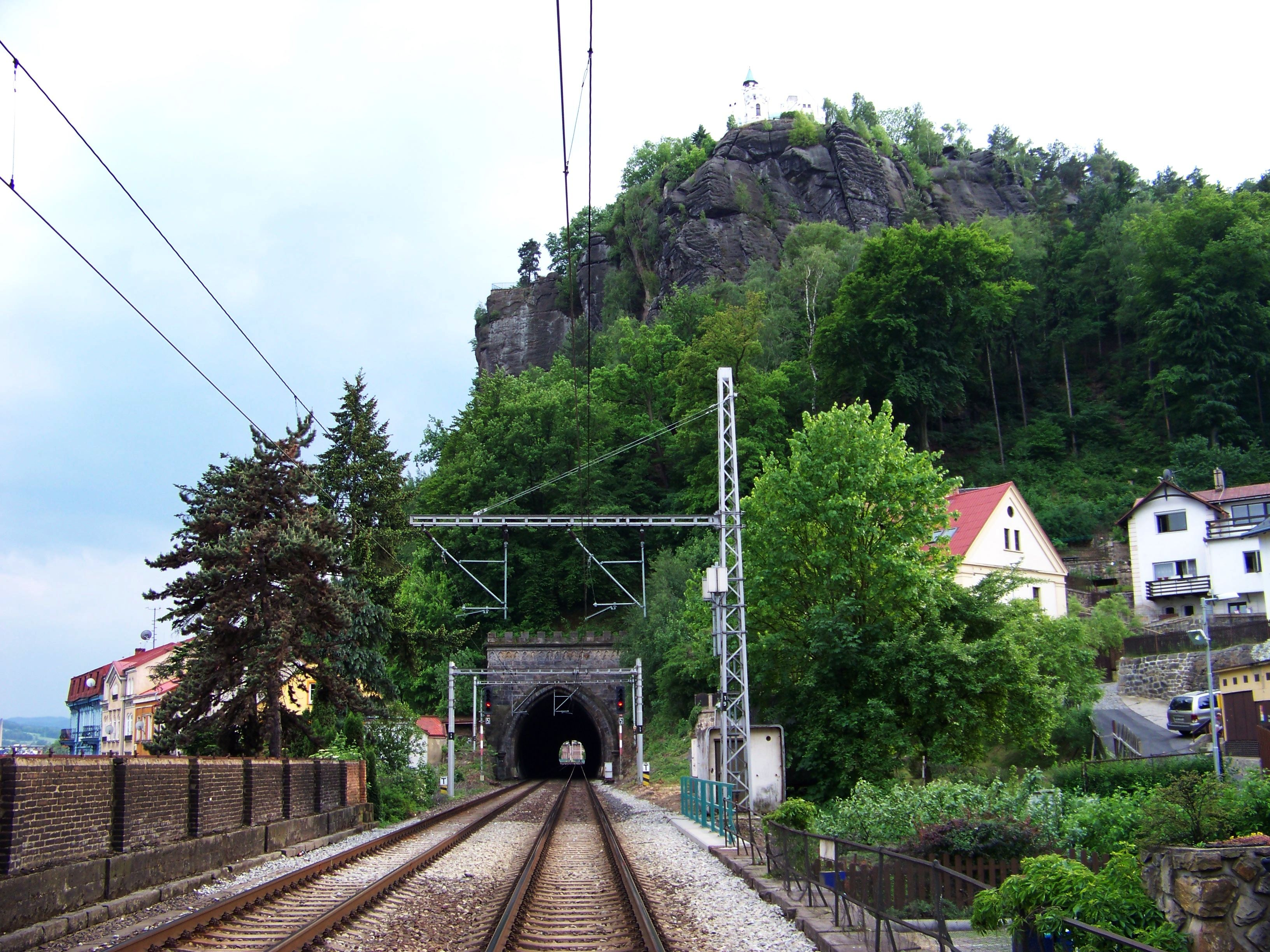
Tunel Ovčí stěna - severní portál.
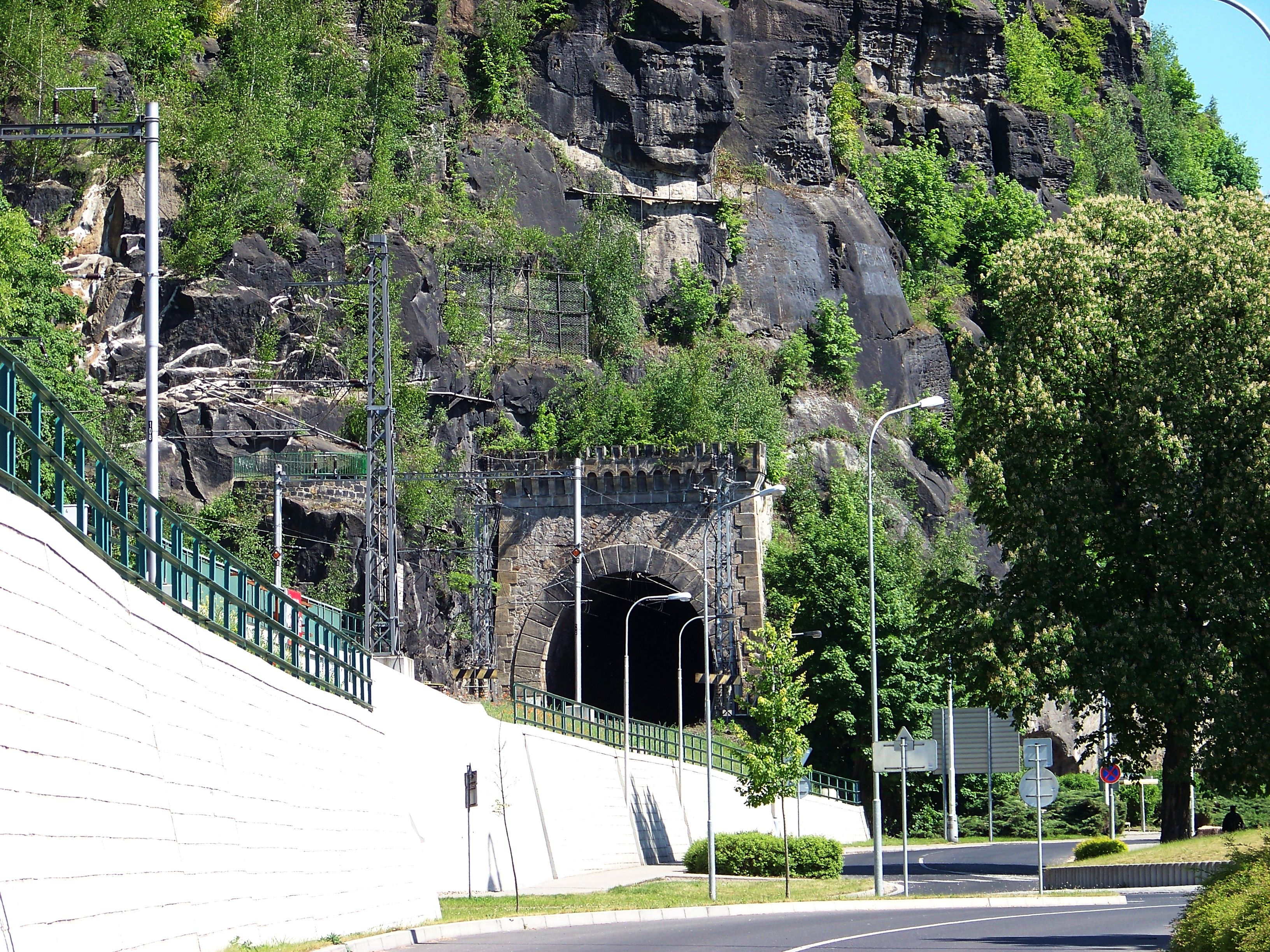
Jižní portál tunelu Ovčí stěna.